# Rosas de Ouro (Serra)
O Grêmio Recreativo Escola de Samba Rosas de Ouro é uma escola de samba que foi fundado em 1984 na cidade de Serra, porém disputa o Carnaval da capital, Vitória. Tendo como cores: Azul royal e dourado, sendo oriunda das comunidades de Serra Dourada I, II e III. 

## História
Em 2008, com o enredo Rosas de Ouro canta o grande amor à natureza foi a última colocada do Grupo Especial e seria rebaixada, mas com a extinção do Grupo de Acesso conseguiu permanecer. Em 2009 apresentou o enredo Do reino de Odin ao Sol Nascente, o país do futebol é a terra da gente, terminando novamente na última posição.
Para 2010, ano em que completava 25 anos de fundação, a Rosas apresentou o enredo Rosas brancas, Rosas vermelhas, Rosas amarelas! E no Carnaval tem Rosas de Ouro na avenida, como qual terminou entre as três rebaixadas que farão parte do grupo de acesso, recriado para 2011.
Para 2011, ao abordar um enredo sobre a pirataria, a contratou o intérprete Macsuel Freitas conhecido como Max da Rosas e apresentou Leilane Neves como rainha de bateria. ficando próxima de voltar a elite do samba capixaba.
Em 2012 a escola apresentou um enredo homenageando a cidade de Serra, com samba-enredo composto pelo carioca Moacir Alves.

## Segmentos

### Presidentes
| Mandato    | Nome                      | Ref.  |
| ---------- | ------------------------- | ----- |
| ?-presente | Francisco Carneiro Junior | [ 2 ] |

### Diretores
| Ano  | Diretor de Carnaval | Diretor geral de harmonia       | Mestre de bateria      | Ref.  |
| ---- | ------------------- | ------------------------------- | ---------------------- | ----- |
| 2014 | Adilson Magrinho    | Adilson Magrinho                | Comissão de Bateria    |       |
| 2017 | Murilo Marciano     | Maria Julia Bonino              | Mestre Barata          | [ 3 ] |
| 2018 | Paula A             | Francisco Carneiro              | Mestre Lourian         | [ 4 ] |
| 2019 | Paula A             | Francisco Carneiro              | Mestre Paulão          |       |
| 2020 | Paula A             | Francisco Carneiro              |                        |       |
| 2022 | Daniela Torres      |                                 | Mestres Rony e Loriano |       |
| 2023 |                     | Leleco                          | Mestre Tonhão          |       |
| 2024 |                     | Leleco, Anselmo e Sérgio Gaspar | Rhuan Messias          |       |
| 2025 |                     | Leleco, Anselmo e Sérgio Gaspar | Julian e Ramon         |       |

### Coreógrafo
| Período   | Nome          | Ref.  |
| --------- | ------------- | ----- |
| 2017      | Clésio Júnior | [ 3 ] |
| 2018-     | Hélder Sátiro | [ 4 ] |
| 2019      | Jerdam        |       |
| 2023-2024 | Thiago Rocha  |       |
| 2025      | Sarah Vieira  |       |

### Casal de Mestre-sala e Porta-bandeira
| Período | Nome                                | Ref.  |
| ------- | ----------------------------------- | ----- |
| 2011    | Sandro Sorriso e Tayanne            | [ 5 ] |
| 2014    | Yuri e Thainá                       | [ 6 ] |
| 2017    | Rafael Brito e Naymara Nascimento   | [ 3 ] |
| 2018    | Raphael Rodrigues e Denadir         | [ 4 ] |
| 2019    | Monica e Rafa                       |       |
| 2022    | Nany e Victor                       |       |
| 2023    | Davidson Oliveira e Grazzi Ferreira |       |
| 2024-   | Mariana Calazans e Vinicius Costa   |       |

### Corte da Bateria

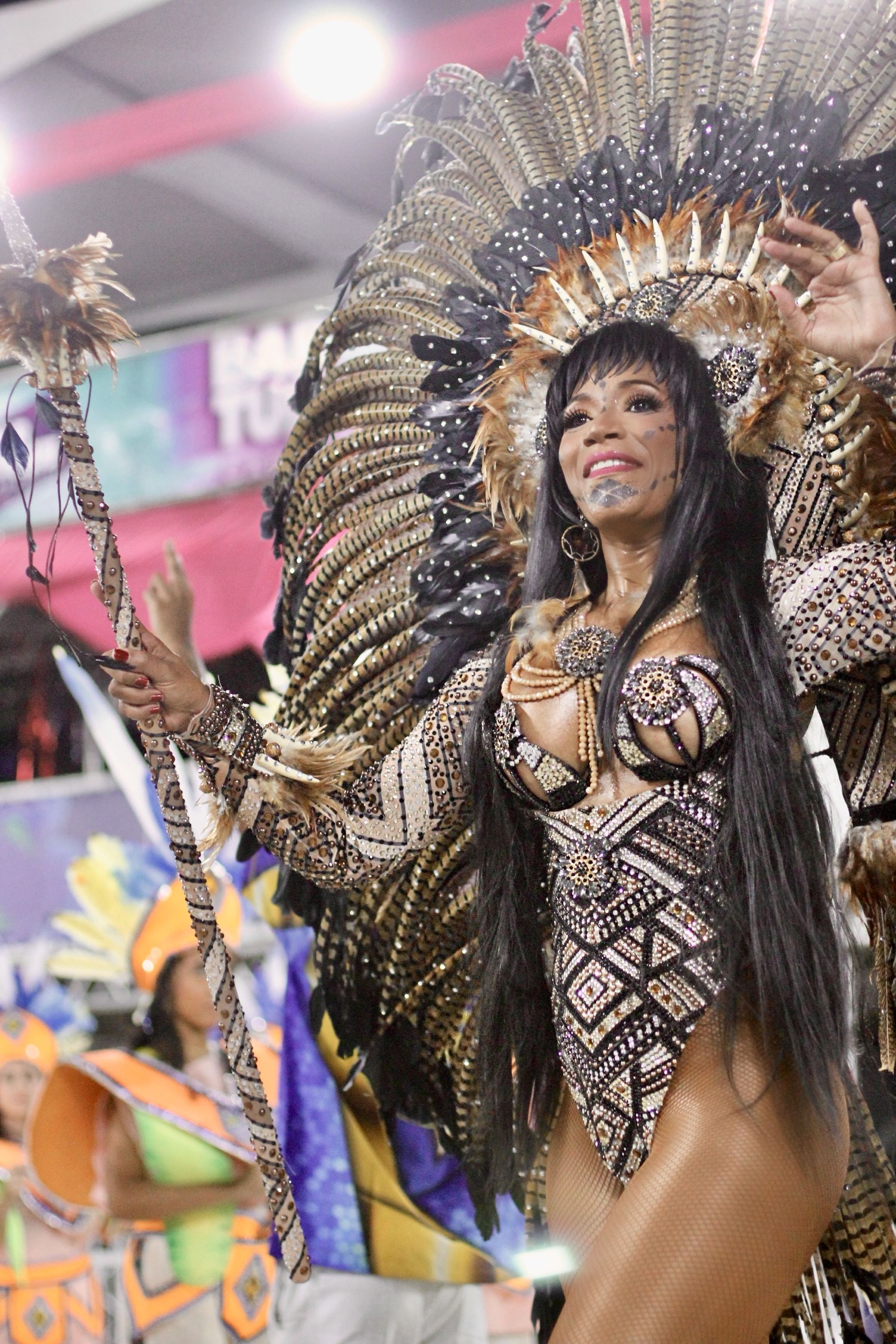
A atual rainha da “Bateria Atrevida”, Carol Barcelos, representando a Cunha Poranga da Tribo Rosas de Ouro no desfile de 2024.

| Período           | Rainha           | Madrinha         | Rei              |
| ----------------- | ---------------- | ---------------- | ---------------- |
| 2011              | Ingrid Milagres  | Sem Madrinha     | Sem Rei          |
| 2012              | Rivany Frizzera  | Sem Madrinha     | Sem Rei          |
| 2013              | Leilane Neves    | Sem Madrinha     | Sem Rei          |
| 2014              | Luziane Siqueira | Sem Madrinha     | Sem Rei          |
| 2016              | Bruna Martins    | Sem Madrinha     | Sem Rei          |
| 2017              | Sem Rainha       | Sem Madrinha     | Wladmir Alves    |
| 2019              | Carol Barcelos   | Ranya            | Sem Rei          |
| 2020              | Sindy Lopes      | Ana Lúcia Marins | Sem Rei          |
| 2021-2022         | Lidiane Castelan | Ana Lúcia Marins | Sem Rei          |
| 2023              | Lidiane Castelan | Sem Madrinha     | Danilo Marombado |
| 2024 - atualmente | Carol Barcelos   | Sem Madrinha     | Sem Rei          |

## Carnavais
| Ano | Colocação | Grupo | Enredo | Carnavalesco | Intérprete | Ref.                 |
| --- | --- | --- | --- | --- | --- | -------------------- |
| 1988 | 10º lugar | Especial | Gilson Neiva - A Alegria de um Povo | | | [ 7 ]                |
| 1989 | 11º lugar | Especial | Samba, suor e cerveja | | | [ 7 ]                |
| 1990 | Campeã | Acesso | Serra, quem diria? | | | [ 7 ]                |
| 1991 | 7º lugar | Especial | Princesa Isabel, um tributo ao samba capixaba | | | [ 7 ]                |
| 1992 | 4º lugar | Especial | El Dorado, a terra do ouro | | | [ 7 ]                |
| De 1993 à 1997 não houve desfiles                                                                                      | De 1993 à 1997 não houve desfiles                                                                                      | De 1993 à 1997 não houve desfiles                                                                                      | De 1993 à 1997 não houve desfiles | De 1993 à 1997 não houve desfiles                                                                                      | De 1993 à 1997 não houve desfiles                                                                                      | [ 7 ]                |
| 1998 | Desfile não competitivo                                                                                                | Especial | Brasil de Cara Pintada | | | [ 7 ]                |
| 1999 | Desfile não competitivo                                                                                                | Especial | O Festeiro Serrano - José Maria Feu Rosa Compositor: Mário César dos Santos | | Gilson da Rosas | [ 7 ] [ 8 ]          |
| 2000 | Desfile não competitivo                                                                                                | Especial | Serra 2000, de Cabral à Vidigal | | | [ 7 ]                |
| 2001 | Desfile não competitivo                                                                                                | Especial | A Arte Virou Tesouro, na Viagem da Rosas de Ouro | | | [ 7 ]                |
| 2002 | 7º lugar | Especial | Entre Todas as Rosas, a Mais Bela Sou Eu | | | [ 7 ]                |
| 2003 | 10º lugar | Especial | De Itaiobaia a Saga de um Guerreiro | | | [ 7 ]                |
| 2004 | A Escola de Samba Cumpriu Suspensão                                                                                    | A Escola de Samba Cumpriu Suspensão                                                                                    | A Escola de Samba Cumpriu Suspensão | A Escola de Samba Cumpriu Suspensão                                                                                    | A Escola de Samba Cumpriu Suspensão                                                                                    | [ 7 ]                |
| 2005 | Desclassificada | Especial | Eu Sou Afro-Serrano, Sou Cultura, Sou Raiz | | | [ 7 ]                |
| 2006 | Vice-campeã (Promovida)                                                                                                | Acesso | Eu Sou Afro-Serrano, Sou Cultura, Sou Raiz | | | [ 7 ]                |
| 2007 | 5º lugar | Especial | Serra, Rosas de Ouro Canta Seus 450 Anos de Glória e História | | | [ 7 ]                |
| 2008 | 7º lugar | Especial | Rosas de Ouro canta o grande amor à natureza | | |                      |
| 2009 | 12º lugar | Especial | Do Reino de Odin ao Sol Nascente, o país do futebol é a terra da gente Compositores:Betinho Capoeira, Atilio Juffo e Oscar                                                                      | | Danilo Cezar |                      |
| 2010 | 11º lugar (Rebaixada)                                                                                                  | Especial | Rosas brancas, Rosas vermelhas, Rosas amarelas! E no Carnaval tem Rosas de Ouro na avenida Compositores:Adilson Magrinho, Flavio Tradição, Gilson da Rosas, Gibson Muniz e Renato do Nascimento | Douglas Palluzzo e Jean Bortollozzo                                                                                    | Gilson da Rosas | [ 9 ]                |
| 2011 | Vice-campeã | Acesso | É pirata! Fica de olho! A Rosas de Ouro vai desvendar o tesouro Compositores:Leley do Cavaco, Renilson Rodrigues e Gustavo Fernando                                                             | Marco Aramha e Marcyo de Olliveira                                                                                     | Max da Rosas | [ 10 ] [ 5 ]         |
| 2012 | Vice-campeã | Acesso | Serra, Terra da Gente, a 4ª Cidade que Mais Cresce no País, Sou Capixaba, Sou da Serra e Sou Feliz                                                                                              | Marco Aramha e Marcyo de Olliveira                                                                                     | |                      |
| 2013 | Vice-campeã | Acesso | Do Mármore ao Granito: No Egito, na Grécia e em Roma; Rosas de Ouro e a rocha serrana que vai lapidando na avenida. A indústria do Bem Estar social                                             | Marco Aramha e Marcyo de Olliveira                                                                                     | Evandro Malandro |                      |
| 2014 | Vice-campeã | Acesso | Entre todas as Rosas a mais Bela Sou Eu | Marco Aramha e Marcyo de Olliveira                                                                                     | |                      |
| 2015 | Não desfilou | Não desfilou | Não desfilou | Não desfilou | Não desfilou | [ 11 ]               |
| 2016 | 8º lugar | Acesso | Nos passos da história… a Rosas de Ouro canta e encanta a Insurreição do Queimado | Douglas Palluzzo e Plínio Santos                                                                                       | Riquinho | [ 11 ] [ 12 ] [ 13 ] |
| 2017 | 8º lugar | Grupo A | É pirata! Fica de olho! A Rosas de Ouro vai desvendar o tesouro Compositores:Leley do Cavaco, Renilson Rodrigues e Gustavo Fernando (Reedição de 2011)                                          | Willians Silva e Guedes Gerdau                                                                                         | Riquinho | [ 3 ]                |
| 2018 | 5º lugar | Grupo A | Espírito Santo, o filho mestiço deste gigante chamado Brasil | Plínio Santos | Nêgo | [ 4 ]                |
| 2019 | 5º lugar | Grupo A | A busca pela relíquia chinesa e os herdeiros de 22 de abril | Leonardo Soares | Lucas Donato & Diel Lima                                                                                               |                      |
| 2020 | 5° lugar | Grupo A | Nkinzi A Longo - A Ndombe Muna Ntima a Ntin Wa Kongo. Festa de Santo Preto na Coroação do Rei do Congo.                                                                                         | | |                      |
| Inicialmente adiados para o mês de julho, os desfiles do Carnaval 2021 foram cancelados devido a pandemia de Covid-19. | Inicialmente adiados para o mês de julho, os desfiles do Carnaval 2021 foram cancelados devido a pandemia de Covid-19. | Inicialmente adiados para o mês de julho, os desfiles do Carnaval 2021 foram cancelados devido a pandemia de Covid-19. | Inicialmente adiados para o mês de julho, os desfiles do Carnaval 2021 foram cancelados devido a pandemia de Covid-19.                                                                          | Inicialmente adiados para o mês de julho, os desfiles do Carnaval 2021 foram cancelados devido a pandemia de Covid-19. | Inicialmente adiados para o mês de julho, os desfiles do Carnaval 2021 foram cancelados devido a pandemia de Covid-19. | [ 14 ]               |
| 2022 | 7° lugar (Rebaixada)                                                                                                   | Grupo A | Gênesis - momentos da criação | Louis Cavalcanthe | Letícia Jesus |                      |
| 2023 | 4° lugar | Grupo B | É festa! De Janeiro a Janeiro, Viva o Povo Brasileiro! | Fabiano Neppel e Rodrigo Coelho                                                                                        | Letícia Jesus |                      |
| 2024 | Campeã (Promovida) | Grupo B | Gente Floresta | Carlito Carlos | Letícia Jesus |                      |
| 2025 | 3º lugar (Promovida)                                                                                                   | Grupo A | No Horizonte Eu Te Vejo | Marcelo Braga | Letícia Jesus |                      |
| 2026 | | Grupo Especial | | Robson Goulart | Letícia Jesus & Artur Kadratz                                                                                          |                      |